# Поляны (деревня, Москва)
Поляны — деревня в Троицком административном округе Москвы (до 1 июля 2012 года в составе Подольского района Московской области). Входит в состав поселения Краснопахорское.

## Население
| 1859 | 1890 | 1899 | 1926 | 2002 | 2006 | 2010 |
| ---- | ---- | ---- | ---- | ---- | ---- | ---- |
| 185  | ↗243 | ↘154 | ↗256 | ↘5   | →5   | ↘4   |

Согласно Всероссийской переписи, в 2002 году в деревне проживало 5 человек (2 мужчин и 3 женщины). По данным на 2005 год в деревне проживало 5 человек.

## География
Деревня Поляны расположена в северной части Троицкого административного округа, примерно в 41 км к юго-западу от центра города Москвы, на левом берегу реки Жилетовки бассейна Пахры.
В 4 км к востоку от деревни проходит Калужское шоссе А130, в 12 км к северо-западу — Киевское шоссе М3, в 5 км к юго-западу — Московское малое кольцо А107. В деревне одна улица — Дачная, приписано три садоводческих товарищества (СНТ). Ближайшие населённые пункты — деревня Малыгино и село Былово.

## История
В «Списке населённых мест» 1862 года — казённая деревня 1-го стана Подольского уезда Московской губернии по правую сторону старокалужского тракта, в 18 верстах от уездного города и 20 верстах от становой квартиры, при речке Дыбинке и колодце, с 29 дворами и 185 жителями (78 мужчин, 107 женщин).
По данным на 1890 год — деревня Красно-Пахорской волости Подольского уезда с 243 жителями.
В 1913 году — 37 дворов и земское училище.
По материалам Всесоюзной переписи населения 1926 года — центр Полянского сельсовета Красно-Пахорской волости Подольского уезда в 5,3 км от Калужского шоссе и 13,9 км от станции Апрелевка Киево-Воронежской железной дороги, проживало 256 жителей (112 мужчин, 144 женщины), насчитывалось 49 хозяйств, из которых 48 крестьянских, имелась школа 1-й ступени.
1929—1946 гг. — населённый пункт в составе Красно-Пахорского района Московской области.
1946—1957 гг. — в составе Калининского района Московской области.
1957—1958 гг. — в составе Ленинского района Московской области.
1958—1963, 1965—2012 гг. — в составе Подольского района Московской области.
1963—1965 гг. — в составе Ленинского укрупнённого сельского района Московской области.
С 2012 г. — в составе города Москвы.